# Phillip Ramey
Phillip Ramey, né le 12 septembre 1939 à Elmhurst, dans l’Illinois, est un compositeur, pianiste et musicologue américain.

## Œuvres
- 1959 - Three Early Preludes for Piano
- 1960-63 - Suite for Piano (revised 1988)
- 1960 - Three Preludes for Solo Horn
- 1960 - Incantations for Piano
- 1961 - Piano Sonata No. 1
- 1962 - Sonata for Three Unaccompanied Timpani
- 1962 - Concert Suite for Piano and Small Orchestra (revised, reorchestrated and expanded 1984 as Concert Suite for Piano and Orchestra)
- 1962 - Cat Songs for Soprano, Flute and Piano (text: T. S. Eliot)
- 1965 - Seven, They Are Seven: Incantation for Bass-Baritone and Orchestra (text: Konstantin Balmont)
- 1966 - Diversions for Piano
- 1966 - Piano Sonata No. 2
- 1966 - Capriccio for Percussion
- 1967 - Epigrams for Piano, Book I
- 1967 - Orchestral Discourse
- 1967 - Night Music for Percussion
- 1968 - Piano Sonata No. 3
- 1968 - Harvard Bells, Soundpiece for Piano
- 1968 - Toccata Breva for Percussion
- 1968 - Commentaries for Flute and Piano
- 1969-71 - Piano Concerto No. 1
- 1969-72 - Piano Fantasy
- 1971 - Suite for Violin and Piano
- 1972 - Leningrad Rag (Mutations on Scott Joplin) for Piano
- 1974 - Concerto for Chamber Orchestra
- 1976 - Piano Concerto No. 2
- 1977 - Memorial (In Memoriam Alexander Tcherepnin) for Piano
- 1977 - Arabesque for Solo Flute
- 1979 - La Citadelle, Rhapsody for Oboe and Piano
- 1980 - A William Blake Trilogy for Soprano and Piano
- 1980 - Autumn Pastorale for Piano
- 1981/85 - Cossack Variations for Piano
- 1981 - Fanfare-Sonata for Solo Trumpet
- 1982 - Canzona for Piano
- 1983 - Echoes for Piano
- 1982-86 - Moroccan Songs to Words of Paul Bowles for High Voice and Piano
- 1984 - Phantasm for Flute and Violin (or Two Violins)
- 1984 - Concert Suite for Piano and Orchestra
- 1985 - Proclamation for Orchestra (Orchestration of Aaron Copland's Proclamation for Piano)
- 1985 - Capriccio (Improvisation on a Theme from Youth) for Piano
- 1986 - Toccata No. 1 for Piano
- 1986 - Epigrams for Piano, Book II
- 1987-88 - Piano Sonata No. 4
- 1987-93 - Concerto for Horn and String Orchestra
- 1989 - Piano Sonata No. 5 (For the Left Hand)
- 1989 - Tangier Nocturne for Piano
- 1990 - Toccata No. 2 for Piano
- 1990 - Burlesque-Paraphrase on a Theme of Stephen Foster for Piano
- 1990 - Cantus Arcanus (In Memoriam Aaron Copland) for Piano
- 1991-94 - Piano Concerto No. 3
- 1991-2013 - Twenty-two Tangier Portraits for Piano
- 1992 - Rhapsody for Solo Cello
- 1992 - Café of the Ghosts: Fantasy-Trio on a Moroccan Beggar's Song for Violin, Cello and Piano
- 1993 - Trio Concertant for Violin, Horn and Piano
- 1993 - Chromatic Waltz for Piano
- 1994 - Color Etudes for Piano
- 1994 - Praeludium for Five Horns
- 1995 - Gargoyles for Solo Horn
- 1995 - Elegy for Horn and Piano
- 1996 - Concertino for Four Horns, Timpani and Percussion
- 1997 - Sonata-Ballade for Two Horns and Piano
- 1997 - Dialogue for Two Horns
- 1997 - Phantoms (Ostinato Etude) for Piano
- 1998 - Sonata for Harpsichord
- 1998 - Effigies for Viola and Piano
- 1998 - Lyric Fragment for Flute and Harpsichord (or Piano)
- 2001 - Lament for Richard III for Piano
- 2002 - Color Etudes for Piano and Orchestra (arranged from Color Etudes for Piano)
- 2002 - Orchestral Epigrams
- 2003 - Winter Nocturne for Piano
- 2004 - Ode for F.D.R. for Piano
- 2007 - Primitivo for Piano
- 2007 - J.F.K.: Oration for Speaker and Orchestra (text from speeches of President John F. Kennedy)
- 2008 - Piano Sonata No. 6 (Sonata-Fantasia)
- 2008 - Dream Preludes for Trumpet and Piano
- 2008 - Ballade for Clarinet and Horn
- 2008 - Blue Phantom for Piano
- 2009 - Djebel Bani (A Saharan Meditation) for Piano
- 2009 - Simon Songs: Six Poems for Baritone and Piano (text: John Simon)
- 2009 - Simon Songs: Suite for Baritone and Orchestra (text: John Simon)
- 2010 - Slavic Rhapsody (The Novgorod Kremlin at Night) for Piano
- 2010 - Bagatelle on "Dies Irae" for Piano
- 2010-11 - Piano Sonata No. 7
- 2011 - Bagatelle on "Panis Angelicus" for Piano
- 2011 - Manhattan Soundings for Piano
- 2011-12 - Piano Sonata No. 8
- 2012 - Demons of Barsoom (Homage to Edgar Rice Burroughs): Ballade for Trombone and Piano
- 2012 - Concerto for Trombone and String Orchestra, Harp and Percussion
- 2012 - Hurricane Etude for Piano
- 2012 - Bagatelle on Twelve Tones for Piano
- 2013 - Bagatelle with Thirds for Piano
- 2013 - Bagatelle Romantique (on Themes of Alexander Tcherepnin) for Piano
- 2013 - Night of the Djinns for Piccolo, Contrabassoon and Percussion
- 2013 - Piano Sonata No. 9 (Ballade)
- 2014 - Second Rhapsody for Oboe and Piano
- 2014 - Musings: Thirteen Pieces for Piano
- 2014 - Loup-garou: Caprice for Tuba and Percussion
- 2014-15 - Piano Sonata No. 10
- 2015 - Symphonic Song for String Orchestra

## Discographie
Toccata Classics a publié quatre CD :
- Piano Music: 1961-2003 ;
- Piano Music, Volume 2: 1966-2007 ;
- Piano Music, Volume 3: 1960-2010 ;
- Piano Music, Volume 4: 1959-2011.

## Écrits
- Irving Fine: An American Composer in His Time. Hillsdale, New York/Washington, D. C.: Pendragon Press, in association with the U. S. Library of Congress, 2005.
- Sergei Prokofiev: The Modern Classicist. Time-Life booklet, 1975.
- Rachmaninoff: His Life and Times. Funk & Wagnalls booklet, 1975.